# Селюк Володимир Єлисейович
Володи́мир Єлисе́йович Селю́к (30 листопада 1923 — 24 листопада 1944) — радянський військовик. У роки Другої світової війни служив у 185 винищувально-протитанковому артилерійському полку 32 Окремої винищувально-протитанкової артилерійської бригади Резерву Головного Командування (з жовтня 1943 по 30 квітня 1944), а потім у 248 Львівському гвардійському винищувально-протитанковому артилерійському полку 11 Окремої гвардійської винищувально-протитанкової артилерійської Проскурівської ордена Леніна бригади Резерву Головного Командування (з 1 травня 1944 року по 24 листопада 1944 року) на посаді — командир взводу.

## Участь у війнах і боях
Велика Вітчизняна війна:
- Корсунь-Шевченківська операція
- Проскурівсько-Чернівецька операція
- Львівсько-Сандомирська операція
- Східно-Карпатська операція

## Життєпис
Володимир Єлисейович Селюк (у деяких документах Силюк) народився 30 листопада 1923 року в селі Калюжине  Кегичівського району Харківської області, УРСР. Загинув 24 листопада 1944 року в селі Зиндранова Кросненського повіту Підкарпатського воєводства, Польща.
Його батько — Єлисей Леонтійович Селюк — був головою місцевого колгоспу імені 14-річчя Жовтня, мати — Наталія Арсентіївна, до шлюбу Вітер, працювала рядовою колгоспницею. Закінчив школу в сусідньому селі Комунарка (з 2016 року — Новоіванівка).
У жовтні 1941 року разом із сім'єю був евакуйований у Городищенський район Сталінградської області, де працював у місцевому колгоспі.
У вересні 1942 року був призваний до лав Червоної Армії.
Закінчив військове артилерійське училище.
У званні молодшого лейтенанта був відправлений на фронт і призначений командиром взводу 185 винищувально-протитанкового артилерійського полку 32 Окремої винищувально-протитанкової артилерійської бригади Резерву Головного Командування. Потрапив у гущу боїв. Про винищувачів танків ходили прислів'я: «До першого пострілу», а також «Дуло гармати довге — життя коротке», і жорстока, але чесна фраза — «Прощавай, Батьківщино». Вони носили на лівому рукаві гімнастерки чорний ромб з двома перехрещеними жовтими гарматами. Спеціальні шеврони на мундирах у Радянській армії носили представники лише двох родів військ — льотчики та винищувачі танків. Вони вважались військовою елітою.
Винищувачі танків йшли в наступ разом з піхотою. Треба було постійно йти поряд з гарматою, в повний зріст, по відкритому прострілюваному полі. У період наступу кожних десять днів повністю оновлювався особистий склад взводів винищувачів танків.

### Корсунь-Шевченківська операція
Під час Корсунь-Шевченківської операції, в ході якої була оточена, а потім розгромлена велика німецька група військ (цю битву ще називають «малим Сталінградом»), Володимир Селюк здійснив свій перший подвиг.
13 лютого 1944 року розгорнувся бій за село Чеснівку Лисянського району  Київської області (нині Черкаська область). Бойові машини III німецького танкового корпусу намагалися прорвати кільце оточення ззовні. Головним ударним тараном був тяжкий танковий полк, що складався з потужних танків «Тигрів» і «Пантер». В момент бою молодший лейтенант Селюк прибув у полк з наказом від командира бригади. Танки і піхота противника наступали, змітаючи все на своєму шляху. Від куль і снарядів загинули або були поранені багато наших артилеристів. Володимир Селюк кинувся допомагати гарматній обслузі відбивати атаку піхоти противника. Вогнем із автомата він особисто знищив трьох ворогів.
І хоча ворогові в той день вдалося захопити Чеснівку (при цьому втративши п'ять «Тигрів» і чотири «Пантери»), головної своєї мети — з'єднатися з оточеними військами, вони не досягли.
За мужність та героїзм, проявлені в бою, Володимир Селюк був нагороджений медаллю «За відвагу».
1 травня 1944 року 32 вптабр була перетворена в 11 гвардійську вптабр. Так Володимир Селюк став гвардійцем. Йому було присвоєно чергове військове звання — гвардії лейтенант.

### Львівсько-Сандомирська операція
Другий свій подвиг він здійснив, коли вже був командиром взводу управління 5 батареї 248 гвардійського винищувально-протитанкового полку 11 Окремої гвардійської винищувально-протитанкової бригади Резерву Головного Командування.
Сталося це в ході Львівсько-Сандомирської операції, коли радянські війська завершили звільнення Західної України. 23 липня 1944 року в бою за село Липівці Перемишлянського району Львівської області Володимир Селюк разом зі своїми розвідниками виконував завдання по розвідуванню танкових сил противника. Неочікувано бійці опинилися лицем до лиця з ворогом. Відволікаючи увагу німців, заманили їх у пастку, а потім обстріляли з флангів. Підбили два бронетранспортери і знищили дванадцять фашистів. Переслідуючи противника, розвідники захопили два справних кулемета. З одного з них лейтенант Селюк особисто розстрілював утікаючих ворогів.
За бій під Липівцями Володимир Селюк отримав нагороду — орден Червоної Зірки.

### Східно-Карпатська операція
Із вересня до листопада 1944 року він брав участь у Східно-Карпатській операції, ціллю якої було потужним ударом через Карпатські гори вийти до Словаччини та з'єднатися з повсталими проти фашистського уряду словацькими військами. Вісімдесят днів, замість запланованих п'яти, йшли запеклі криваві бої за гірські висоти. Артилерія в період боїв за Дуклю відігравала вирішальну роль. Завдання її були дуже важкими. Своїм вогнем артилерія знищувала противника і придушувала вогонь його гармат до початку атаки, а потім прокладала шлях піхоті і танкам.
Остаточно артилерія замовкла в Карпатах лише в кінці листопада.
Саме в ті дні, 24 листопада 1944 року, в боях на території Польщі загинув Володимир Селюк, не доживши шести днів до свого 21-ліття.
Сім'я Володимира так і не отримала повідомлення про його смерть. Воно було надіслане на адресу, за якою матір і молодший брат Федір вже не проживали, і повернулося назад у військову частину.
Майже 76 років вважалося, що лейтенант Володимир Селюк пропав безвісти в боях за Дукельський перевал. І лише в 2020 році, завдяки вебсайту «Пам'ять народу::Оригінальні документи про Другу Світову війну», було встановлено місце загибелі та захоронення воїна. Його бойовий шлях обірвався біля села Зиндранова (Zyndranowa) Кросненского повіту Підкарпатського воєводства, Польща, Перепохований на Інтернаціональному військовому цвинтарі в місті Дукля, Польща, могила 32. Тут, за офіційними даними, в 46 братських могилах захоронені 7 690 воїнів Радянської та Чехословацької армій, з яких відомі імена лише 1458-ми. Серед них Володимир Єлисейович Селюк значиться під номером 1443.

## Нагороди
- Медаль «За відвагу»
- Орден Червоної Зірки

## Пам'ять
У рідному селі Калюжине Кегичівського (з 2020 року - Красноградського) району Харківської області (Україна) ім'я Володимира Єлисейовича Селюка вибито на стелі пам'яті, встановленій на честь односельчан, які загинули на фронтах Великої Вітчизняної війни